# Yanamacancha
Yanamacancha es una localidad peruana ubicada en el distrito de Cajatambo, perteneciente a la provincia homónima del departamento de Lima, al centro oeste del Perú. 

## Ubicación
Yanamacancha se ubica al sureste de la provincia de Cajatambo, en el distrito de Cajatambo, en el departamento de Lima.

## Demografía
En 2017 Yanamacancha tenía una población de 8 habitantes.
| Gráfica de evolución demográfica de Yanamacancha entre 1993 y 2017 |
|                                                                    |
| Fuentes: Población 1993 y 2017                                     |